# Hawiye
Hawiye (somaliska: Hawiye, arabiska: بنو هوية, italienska: Hauija) är en somalisk klan, en av de fyra största. Majoriteten av de personer som tillhör stammen Hawiye är bosatta i centrala och södra Somalia. Förenta nationerna (FN), Human Rights Watch och andra internationella organisationer antyder att Hawiye är största klanen i Somalia. De områden där Hawiyeklanen är i majoritet eller är bosatt i är:
- Mogadishu (Banaadir)
- Hiiraan
- Shabelle
- Galguduud

Det rådde splittring och konflikter bland Hawiyes underklaner i huvudstaden Mogadishu under 1990-talet sedan diktatorn Siyaad Barre störtats 1991 av United Somali Congress (USC). Krigsherrarna i Mogadishu enades år 2006. De bildade en allians som bekämpade terrorismen i Mogadishu. Svenska dagbladet rapporterade 2006 om rykten som sa att USA stöttade alliansen med pengar och vapen.
I juni 2006, efter fyra månaders krig, besegrade islamiska domstolarnas union krigsherrarna. Islamisterna fick folkets stöd på grund av att de skapat lag och ordning i de områden de kontrollerade. Islamistiska miliser (IUC) hade fram till 24 december kontroll över Mogadishu och stora delar av Somalia. I slutet av december år 2006 invaderade Etiopien Somalia med stöd från USA och drev islamisterna från makten. De insatte därefter  övergångsregeringen i Mogadishu. Sedan dess har det varit hårda strider i Somalia mellan de olika parterna. År 2009, efter två års krig, kontrollerar olika islamistiska grupper huvudstaden och stora delar av Somalia sedan Etiopien dragit tillbaka sina trupper från Somalia.
År 2011 drev Amisom bort Al-Shabab från största delarna av södra och central Somalia.

## Kända personer
- Hassan Sheikh Mohamud (född 1955), Somalias president[4]